# Centre Democràtic i Social
|  | «CDS» redirigeix aquí. Vegeu-ne altres significats a «CDS (desambiguació)». |

El Centre Democràtic i Social, en castellà Centro Democrático y Social, (CDS) fou un partit polític liberal de centre fundat per Adolfo Suárez González, hereu de l'espai polític de la Unió de Centre Democràtic. A Catalunya un dels seus líders ha estat Antoni Fernández i Teixidó i un dels presidents de les Joventuts Santiago Castella Surribas.
Una de les presidentes federals ha estat Teresa Sandoval i Roig. A la fi de 2005 una part de CDS va decidir integrar-se al Partit Popular. A causa d'això, alguns membres contraris a la unió amb un partit de centredreta van crear el partit Centre Democràtic Liberal (CDL) i uns altres van continuar amb el CDS.

## Història

### Fundació i època d'Adolfo Suárez
Va ser fundat el 29 de juliol de 1982 per l'expresident del govern Adolfo Suárez González i un grup de dissidents del seu anterior partit, la Unió de Centre Democràtic (UCD). Al primer congrés, a l'octubre de 1982, va escollir Suárez com a president i als ex-ministres Agustín Rodríguez Sahagún, Rafael Calvo Ortega i Manuel Jiménez de Parga com a membres del Comitè Nacional, al costat d'altres ex-militant de la UCD com José Ramón Caso, i en el qual també van figurar Jesús María de Viana, Joaquín Abril Martorell, Fernando Castedo, Gerardo Harguindey, José Antonio Escudero López, Francisco Javier Moldes Fontán, Abel Cádiz i José Luis González Quirós.
Es va presentar a les eleccions de 1982 obtenint 604.309 vots (2,87%) i solament dos diputats: el mateix Suárez per Madrid i Rodríguez Sahagún per Àvila. Al desembre José Ramón Caso va ser designat secretari general del CDS. Un altre nomenament destacat va ser el de Carlos Revilla (exdirigent del PSOE) com a president del CDS a Madrid. El CDS pretenia captar la majoria del vot anterior de l'encara existent UCD, però es va veure superat àmpliament pel PSOE i Alianza Popular.

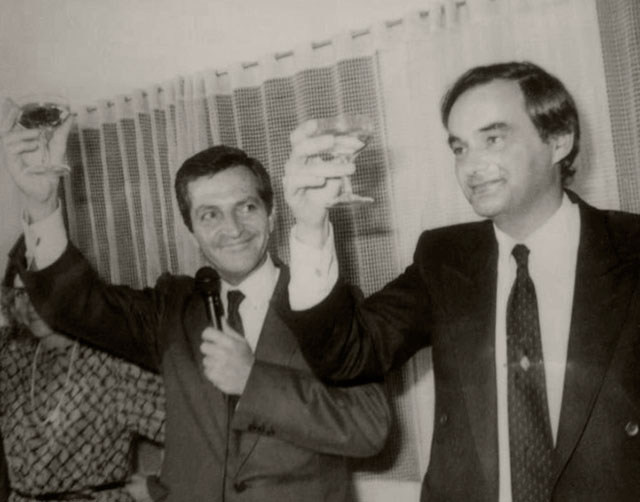
Adolfo Suárez González, junt amb el també diputat del CDS, Francisco Javier Moldes Fontán, celebrant l'èxit del partit en les eleccions de 1986

En les eleccions de 1986 va obtenir un gran èxit electoral, aconseguint més d'1.800.000 vots i 19 escons (que després pujarien a 23 en integrar-se diversos polítics procedents d'altres partits com José Ramón Lasuén Sancho del PSD i la FSD, exdiputat amb UCD i AP), Pilar Salarrullana (del PDP) o Ramón Tamames (del PCE), la qual cosa el va convertir en la tercera força política d'Espanya i el partit més votat a Àvila, on també va obtenir 3 dels 106 senadors. Aquest any es van fundar les Joventuts del partit. Al II Congrés del DS de novembre de 1986, Jesús Viana va ser escollit nou Secretari general, però la seva sobtada defunció al cap de pocs mesos va portar a la tornada de Caso.
En les eleccions municipals, autonòmiques i europees de 1987, el CDS va aconseguir en conjunt el màxim suport de la seva història, amb un total d'1.902.293 vots, un 9,76%, obtenint la presidència del Govern de Canàries, representació en 13 parlaments autonòmics (gairebé 200 diputats provincials i autonòmics), gairebé 6.000 regidors i 684 alcaldes (entre ells els d'Àvila i Segòvia), mentre el seu sostre electoral es va registrar en les europees, amb 1.976.093 vots, el 10,26%, aconseguint 7 eurodiputats. Després d'aquests comicis es va negar a pactar amb AP, permetent al PSOE governar en minoria en la majoria de municipis i comunitats.
El gener de 1988 va ingressar en la Internacional Liberal, la qual va canviar a petició del mateix CDS la seva denominació per la d'Internacional Liberal i Progressista, i en fou elegit president Adolfo Suárez. Aquest mateix any Carlos Revilla va ser substituït en la presidència del CDS a Madrid per Gerardo Harguindey, d'ideologia més conservadora. Precisament a partir de 1989 el CDS va fer un gir en la seva política d'equidistància entre el PSOE i el PP, en pactar amb aquests últims per desallotjar els primers de l'Ajuntament de Madrid; i Rodríguez Sahagún assolí l'alcaldia de la capital.
Aquest gir a la dreta, que va comptar amb una àmplia crítica interna, tampoc va ser ben acollit pels electors, començant així el declivi electoral del CDS, que a les eleccions de 1989 va perdre 5 diputats, passant de 19 a 14. En el Senat el CDS va obtenir solament un senador, per Àvila, i en les europees del mateix any va passar de 7 a 5 eurodiputats. La pèrdua de vots i càrrecs públics va fer aflorar les tensions internes entre els seus diferents sectors ideològics, la qual cosa es va reflectir al III Congrés del partit (Torremolinos, 10-11 de febrer de 1990). La mateixa nit del fracàs en les eleccions municipals i autonòmiques de 1991 (amb José Ramón Lasuén Sancho com a president del CDS a Madrid), malgrat mantenir encara 731.331 vots, Adolfo Suárez González va dimitir com a president del CDS.

### Després de la dimissió d'Adolfo Suárez
En un congrés extraordinari celebrat aquest mateix any (Cantoblanco, Madrid, 28-30 de setembre), havent renunciat José Ramón Caso, en aquest moment president en funcions del partit, a la seva idea inicial de postular-se, es van presentar dos candidats a la presidència: Raúl Morodo Leoncio (del sector socialdemòcrata, sostingut per Suárez) i Rafael Calvo Ortega (del sector conservador), i tres candidats a la secretaria general: Rosa Posada (defensada per Morodo i Suárez), Rafael Arias-Salgado (defensat per Calvo Ortega) i Fernández Teixidó (de la Plataforma Renovadora, sector més crític i obertament enfrontat a Suárez i Caso). El resultat va ser la victòria de Calvo Ortega en la presidència i de Fernández i Teixidó en la secretaria general.
L'enfrontament entre José Ramón Caso i Teixidó va dividir cada vegada més el partit. En 1992 Fernández Teixidó va dimitir com a secretari general, i fou reemplaçat per José Luis Gómez Calcerrada (afí a Caso), ratificat al V Congrés (1992). En les eleccions generals espanyoles de 1993, amb Calvo Ortega com a candidat a la presidència, el CDS solament va obtenir 414.740 vots i va perdre tots els seus diputats i senadors.
Es va accelerar així un procés de marxa de polítics significatius cap a altres formacions: Rafael Arias-Salgado, Íñigo Cavero, Rosa Posada, Fernando López-Amor, entre molts altres, se'n van anar al PP, Fernando Castedo es va passar al PSOE, Fernández Teixidó a CiU i Rafael Martínez-Campillo va abandonar la política per dedicar-se a la seva professió d'advocat. A Canàries, més del 95% de membres de CDS va formar un nou partit polític anomenat Centre Canari. Posteriorment, aquest partit va formar, juntament amb alguns membres procedents de PP el Centre Canari Independent, que es va unir més tard a partits polítics de caràcter nacionalista per formar una candidatura anomenada Coalició Canària. Chinijo i Martínez Campillo va abandonar la política per dedicar-se a la seva professió d'urbanista. A la província de Salamanca, en 1992 es va produir una fugida de militants cap a la nova formació política Unitat Regionalista de Castella i Lleó.
Al VI Congrés del CDS es va debatre la dissolució defensada pel seu secretari general, Gómez Calcerrada. Però el partit va optar per seguir existint (tesi defensada per Calvo Ortega gairebé en solitari), encara que amb un paper gairebé residual. Calvo Ortega va seguir de president i Ferrán García, fins llavors vicepresident de la Internacional Liberal, va ser nomenat secretari general. En 1995 es va crear la coalició Unió Centrista, formada per CDS (CDS) i altres petits partits centristes d'escassa implantació com el Vèrtex Espanyol de Reivindicació del Desenvolupament Ecològic i de grups liberals, com ara la Unión Progresista Liberal, Foro i el Partit Demòcrata Liberal. El coordinador general d'UC va ser Ferrán García. Teresa Gómez Limón va ser nomenada presidenta d'UC a Madrid. En 1998, Rafael Calvo Ortega i Ferrán García es van retirar simultàniament del partit. La coalició va passar a denominar-se UC-CDS, al davant de la qual va quedar Teresa Gómez Limón. José Moreira va quedar com a president d'un refundat i minúscul CDS (com a únic partit de la coalició) i José Luis Roales com a portaveu. En 1999, l'Executiva del CDS va aprovar l'elecció de Mario Conde com a candidat d'UC-CDS en les eleccions del 2000, en les quals va obtenir un resultat desastrós, en aconseguir únicament 23.576 vots.
En 2002, al X Congrés es va dissoldre la fictícia coalició UC-CDS i el partit tornà a denominar-se CDS, sota la presidència de Teresa Gómez Limón i amb José Reira de secretari general. En aquesta època es va formar també la Unió Centrista Liberal (UCL), aglutinant a gairebé tots els altres partits polítics que formaven la coalició UC-CDS.
En les eleccions generals del 14 de març de 2004, amb Teresa Gómez Limón de candidata, que va mantenir un discurs d'oposició radical al PP i un discurs més proper a l'esquerra (manifestant-se a favor de la república federal i del matrimoni homosexual), va obtenir 34.101 vots. En 2004 el CDS es va presentar a les eleccions europees, i un any després va defensar el «no» a la Constitució europea. En un nou gir cap a la dreta, el XI Congrés Nacional, celebrat al novembre de 2005, va procedir a una votació per la qual els delegats van aprovar la integració del CDS en el PP. El 86% dels compromisaris van votar a favor d'aquesta integració, que es va escenificar el gener de 2006 en la Casa de Campo de Madrid entre Teresa Gómez Limón (Presidenta Nacional) i Mariano Rajoy. Després d'això, un sector disconforme amb aquesta decisió va decidir formar el Centre Democràtic Liberal (CDL) aquest mateix any.
Al novembre de 2005 el CDS formalitza el seu ingrés en el PP en un acte convertit en un homenatge a Suárez i als valors de la Transició. Va ser llavors quan un grup de militants va aconseguir que la coalició UC-CDS es pogué presentar a les eleccions generals espanyoles de 2008 deslligat del PP però dividida principalment en dues formacions polítiques:
- Centre Democràtic i Social, des de les eleccions generals espanyoles de 2011 existeix un litigi entra diversos militants del CDS per recuperar les sigles i logotips del partit per a ells. D'una banda Fabian Villalabeitia, exregidor del CDS a Irun. D'altra banda Rafael Dieguez Alba de Tena, també hi ha altres però amb menys força.
- Centre Democràtic Liberal, nou partit sorgit de la unió de partits i militants d'UC-CDS a excepció dels que es van unir al PP o es van quedar en el CDS.

Avui encara segueix en plets per a la recuperació de les sigles, ja que la integració en el PP tenia tots els aspectes de ser fraudulenta.

### Lluites internes
Les estructures que no s'havien integrat encara, es van presentar en les eleccions municipals i autonòmiques de 2007. Alguns militants també oposats a la integració i que no van participar en l'escissió del CDL van organitzar el gener de 2008 un denominat XII Congrés Extraordinari, en mancar de l'executiva del partit. En aquest congrés es va designar una gestora, el president portaveu de la qual va ser Fabián Villalabeitia Copena. Va ser elegit president Carlos Fernández García. El CDS solament va concórrer, en solitari, a les províncies d'Almeria i Madrid, perquè la iniciativa del dissident Villalabeitia va tractar de presentar-se en coalició amb Unió Centrista Liberal, sense consultar al president, la qual cosa va fer que les juntes electorals anul·lessin 32 candidatures.
En el període immediatament posterior a l'acord d'integració, s'escindiren diversos grups, com els partits Centre Democràtic Espanyol (2009), Ciutadans de Centre Democràtic (2010) o El Centre (2011).
De manera independent, Francisco Cabra Torrijos, un dels tres apoderats que havien estat designats a l'XI Congrés del 2005 per a gestionar el procés d'integració en el PP, va convocar un nou congrés del CDS, rebutjant la legitimitat del XII Congrés Extraordinari. Cabra va ser elegit president nacional de la formació, que va concórrer a les eleccions europees del 2009, amb Antonio Fidalgo Martín com a cap de llista. Amb prou feines va obtenir 10.144 vots (0,06%), sent la divuitena força més votada. Arran d'això, el PP va apel·lar al Tribunal Suprem, atès que la formació es donava per extinta.
El 2010, David García, antic Secretari de Joventuts, va formar una nova escissió del partit, Ciutadans de Centre Democràtic (CCD). Posteriorment, Cabra va ser substituït per Fátima Arbelo Batista, que mai va arribar a una entesa en el XII Congrés Extraordinari per a la reunificació del partit, ja que el president que va sortir del primer XII Congrés Extraordinari no acceptà aquestes actuacions, en fer congressos falsos. No obstant això, aquesta decisió no va ser acceptada per Cabra i Fidalgo. Una petita fugida de militants es va produir després de l'expulsió del partit de César Román Viruete, que va crear al seu torn una nova agrupació centrista anomenada El Centre, d'on també va acabar expulsat.
L'únic i últim regidor del CDS, David Fernández, d'Erustes (Toledo) es va integrar en el CCD en 2011.
A principis de 2012, l'estatus de la formació seguia en tràmits de resoldre's judicialment. De cara a les eleccions autonòmiques d'Astúries de març de 2012, després de ser rebutjada la seva candidatura per la Junta Electoral, va demanar el vot per Fòrum Astúries. El partit tampoc va aconseguir formalitzar la seva candidatura en les eleccions autonòmiques d'Andalusia celebrades en les mateixes dates i tampoc va estar present a Galícia.

### Joventuts del Centre Democràtic i Social
Les joventuts del CDS van ser fundades per Manuel Alonso en 1986, qui va abandonar la formació participant en la creació del Centre Democràtic Liberal (CDL). Reactivades en un congrés de "refundació" que va tenir lloc en 2009, es va nomenar David García Pérez president del Comitè Executiu Nacional, que va mantenir aquest càrrec fins a 2010, quan el va abandonar per crear el seu propi partit, Ciutadans de Centre Democràtic (CCD).

## Resultats electorals

### Eleccions generals
| Data | Vots      | %    | Diputats | Escons per províncies |
| ---- | --------- | ---- | -------- | --- |
| 1982 | 604.309   | 2,87 | 2        | Madrid i Avila |
| 1986 | 1.861.912 | 9,22 | 19       | Alacant, Astúries, Ávila, Barcelona, La Corunya, Las Palmas (2), Madrid (5), Pontevedra, Salamanca, Santa Cruz de Tenerife, Segòvia, València, Valladolid i Saragossa |
| 1989 | 1.617.716 | 7,89 | 14       | Alacant, Astúries, Ávila, Barcelona, La Corunya, Las Palmas (2), Madrid (4), Múrcia, Santa Cruz de Tenerife i València                                                |
| 1993 | 414.740   | 1,76 | -        | |
| 1996 | 44.771    | 0,18 | -        | |
| 2000 | 23.576    | 0,10 | -        | |
| 2004 | 34.101    | 0,13 | -        | |
| 2008 | 1.327     | 0,01 | -        | |

### Eleccions municipals
| Data | Vots total Espanya | %    | Regidors |
| ---- | ------------------ | ---- | -------- |
| 1983 | 333.028            | 1,79 | 1.305    |
| 1987 | 1.902.293          | 9,76 | 5.952    |
| 1991 | 731.331            | 3,88 | 2.939    |
| 1995 | 63.457             | 0,29 | 142      |
| 1999 | 62.964             | 0,30 | 281      |
| 2003 | 23.428             | 0,10 | 54       |

### Eleccions al Parlament Europeu
| Any   | Cap de llista          | Vots (Espanya) | %     | Escons |
| 1987  | Eduard Punset          | 1.976.093      | 10,26 | 7      |
| 1989  | José Ramón Caso        | 1.133.429      | 7,15  | 5      |
| 1994a | Eduard Punset          | 183.418        | 0,99  | 0      |
| 1999  | José Manuel Novo       | 38.911         | 0,18  | 0      |
| 2004  | María Teresa Gómez     | 11.820         | 0,08  | 0      |
| 2009  | Antonio Fidalgo Martín | 10.144         | 0,06  | 0      |

a En coalició amb Foro.

## Desaparició definitiva de Centre Democràtic i Social
Es va formalitzar després de les Eleccions generals de 2000 on la candidatura Unió Centrista-Centre Democràtic i Social (UC-CDS) amb Mario Conde de candidat només va obtenir 23.576 vots, un 0,1% del total de vots emesos.
Després de la no consecució de representants en cap assemblea autonòmica i en les corts generals, Eurocambra i altres institucions de prestigi el partit va desaparèixer gairebé per complet l'any 2000. Actualment segueix existint però la seva rellevància és mínima i a moltes eleccions ni tan sols es presenten.

## Partits successors de Centre Democràtic i Social
- Nou Centre Democràtic i Social anomenat Centre Democràtic i Social 2008 fent referència a l'any en el qual es va presentar per primera vegada a eleccions Generals d'Espanya, després de la seva refundació doncs la majoria de membres de CDS es van afiliar al Partit Popular. Des de les Eleccions generals espanyoles de 2011 hi ha un litigi entre diversos militants del CDS per recuperar les sigles i logotips del partit per a ells.
- Centre Democràtic Liberal, després dels mals resultats en diverses eleccions el CDL decideix a principis 2014 integrar-se en Ciutadans-Partit de la Ciutadania
- Centre Reformista Democràtic
- Societat Civil i Democràcia El fundador del qual és Mario Conde que va ser cap de llista en Generals 2000 per CDS
- Centre Democràtic Espanyol (2009) el fundador del qual és Francisco Cabra Torrijos.
- El Centre (2011).
- Partit Demòcrata Liberal
- A Castella i Lleó amb majoria de membres de CDS: Unitat Regionalista de Castella i Lleó
- A Canàries es va formar amb majoria de membres de CDS: Centre Canari - Centre Canari Independent - Centre Canari Nacionalista (CICAN), presidit per Juan Manuel Fernández del Torco, exportaveu del Govern Canari i exparlamentari del CDS (tots ells integrats en Coalició Canària)
  - Centre Canari - Centre Canari Independent - Centre Canari Nacionalista (CICAN) van decidir recolzar / integrar la candidatura de cara a les Eleccions al Parlament Europeu de 2014 (Espanya) anomenada: Coalició per Europa (2014)
- Coalició electoral formada per partits que es consideren successors d'UCD, CDS, Unió Centrista (de cara a les Europees 2014):
  - Ciutadans de Centre Democràtic (CCD), amb el seu President, David García, al capdavant.
  - Centre Democràtic Unificat Renovat (CDUR), amb la seva presidenta, Bibiana González, al capdavant.
  - Partit Social Demòcrata (PSD), amb la seva secretària general, Amparo Picó, al capdavant. Poc abans de les eleccions generals de 2008, es va anunciar la integració en el PSD del Nou Socialisme d'Eduardo Tamayo, cèlebre després de la seva defecció de les files socialistes després de les eleccions autonòmiques madrilenyes de 2003.
  - Liberals Demòcrates Centristes (LDC), presidit per José María Barrientos.
  - Representació Ciutadana del Poble, amb el seu president, Luis Soria, al capdavant.
  - Unió Centrista Liberal (UCL), presidit per Francisco José Alonso Rodríguez.

Molts d'ells al no obtenir res en les eleccions a les quals es van presentar simplement van desaparèixer o es van integrar en altres partits polítics amb més possibilitats.
- Altres partits polítics els quals s'han presentat almenys una vegada amb Centre Democràtic i Social bé a generals, autonòmiques o europees, o simplement la direcció general de CDS ha demanat el vot per a ells al no presentar-se CDS:
  - Coalició Gallega / Terra Galega
  - Centristas de Ourense / Centristes de Galícia
  - Democracia Galega
  - Unió Mallorquina
  - Partido Riojano
  - Convergència Canària
  - Fòrum Astúries